# Blang Berandang
Blang Berandang is een bestuurslaag in het regentschap Aceh Barat van de provincie Atjeh, Indonesië. Blang Berandang telt 5738 inwoners (volkstelling 2010).